# Hamilton megye (New York)
Hamilton megye az Amerikai Egyesült Államokban, azon belül New York államban található. Megyeszékhelye Lake Pleasant, legnagyobb városa Indian Lake. Lakosainak száma 5107 fő (2020. április 1.). Hamilton megye Franklin, Fulton, Essex, Warren, Saratoga, Herkimer és St. Lawrence megyékkel határos.

## Népesség
A megye népességének változása:
| Lakosok száma | 4828 | 4819 | 4787 | 4773 | 4712 | 5107 |
|               | 2010 | 2011 | 2012 | 2013 | 2015 | 2020 |